# Claude B. Hutchison
Compléments
Maire de Berkeley (Californie) entre 1955 et 1963
Claude Burton Hutchison, né le 9 avril 1885 dans le Missouri et mort le 25 août 1980, est un botaniste, économiste en agriculture, enseignant américain, qui fut maire de la ville de Berkeley, Californie entre 1955 et 1963.